# La Costera (Puçol)
El Paratge Natural Municipal La Costera, amb una superfície de 49,22 ha, es localitza en el terme municipal de Puçol. El Paratge Natural Municipal se situa al nord del municipi i a 1,5 km de la població, i és de titularitat municipal.
El turó de La Costera, amb els seus 162 metres de cota màxima, constitueix un dels primers contraforts de la Serra Calderona, situant-se molt a prop a la línia de costa. El turó està format per materials del Triàsic, concretament, per arenisques de la fàcies Bundsandstein, que reben vulgarment el nom de pedra sorrenca.
El paratge alberga una vegetació formada, principalment, per matoll arbustiu, formant una típica garriga mediterrània, acompanyada de pins que formen un estrat arbori molt clar i irregularment distribuït. També apareixen petits grups de carrasques, garroferes i oliveres. Les actuacions de restauració realitzades i la pròpia intenció de protegir el paratge tenen com a objectiu la recuperació de les comunitats vegetals pròpies d'aquest territori.
Va ser declarat Paratge Natural Municipal per Acord del Consell de la Generalitat Valenciana de data 23 de setembre de 2005.